# Teorija pravičnosti
Teorija pravičnosti se je pojavila pred približno pol stoletja, v obdobju, ko je več modelov upravljanja poskušalo razložiti motivacijo na delovnem mestu. Teorija pravičnosti, ki jo je leta 1963 razvil John Stacey Adams, še najbližje pojasnjuje motivacijo delavcev v konteksu, ki se nanaša na njihovo oceno, ali so pri delu obravnavani pravično. 
Adams je teorijo nepravičnosti predstavil kot poseben primer Festingerjeve teorije kognitivne disonance. Predpostavlja, da se pravičnost v izmenjavi med delavcem in delodajalcem ne zaznava le kot ekonomsko izmenjavo. Obstaja element relativne pravičnosti, ki preseže ekonomsko oziroma materialno izmenjavo. 
Do socialne izmenjave (na delovnem mestu) pripeljejo vložki, kot so izobraževanje, izkušnje in napor. Pri tem jih ne smemo priznati drugi strani izmenjave. Rezultati so nagrade, ki so jih posamezniki dobili za svoje storitve in vključujejo plačilo, intrinzične nagrade in statusne simbole. Adams pojasnjuje, da izhaja zaznava nepravičnosti iz primerjave lastnega vložka in z njim povezanim rezultatom z vložki in rezultati druge osebe, po navadi sodelavca. Nepravičnost posamezniki zaznajo glede na to, ali je primerjava ugodna ali neugodna. Izkušena nepravičnost nato sproži napetost (kot v Festingerjevi teoriji kognitivne disonance), za katero so posamezniki motivirani, da bi se je znebili.
V psihologiji dela in organizacije sodi teorija pravičnosti pod okrilje koncepta organizacijske pravičnosti. Ta se ukvarja z zaznavo zaposlenih notranjega in zunanjega vedenja podjetja ter kako te zaznave vplivajo ali spreminjajo njihov odnos in vedenje. 
Organizacijska pravičnost se nanaša na interpretacijo vedenja, odločitev in ukrepov organizacije s strani zaposlenega, ter na posledice teh interpretacij na odnos in vedenje delavcev na delovnem mestu. Izraz je tesno povezan s pojmom pravičnosti, saj so zaposleni občutljivi na odločitve, ki jih vsakodnevno sprejmejo njihovi delodajalci. Delavci odločitve ocenjujejo kot poštene ali nepoštene in če jih zaznajo kot nepoštene, lahko to vodi v negativna vedenja na delovnem mestu. Organizacijska pravičnost se ukvarja z vsemi vrstami vedenja na delovnem mestu, od obravnavanja nadrejenih za plačilo, dostopa do izobraževanja, do enakosti med spoloma. Zagotavljanje organizacijske pravičnosti bi morala biti prioriteta vsake organizacije, saj prispeva k zmanjšanju negativnih oblik vedenja na delovnem mestu, absentizma in kontraproduktivnega vedenja. Hkrati pa spodbuja pozitivne lastnosti, kot so zaupanje in ustrezna komunikacija. 
Teorija pravičnosti nam pojasni, zakaj ljudje, ki so srečni in motivirani, brez spremembe delovnih pogojev postanejo nesrečni in nemotivirani. Mogoče je, da se naučijo, da kolega (ali slabše: celotna skupina) uživa boljše razmerje med nagrado in vložkom. S to teorijo lahko pojasnimo tudi, zakaj in kako zaposleni za polni delovni čas primerjajo svoje situacije in razmerja vložek - nagrada s kolegi s krajšim delovnim časom, ki verjetno zaslužijo manj. Vendar gre tukaj za razmerje med nagrado in trudom, torej, če tisti s krajšim delovnim časom zaznavajo bolj ugodno razmerje, bo to imelo negativen učinek na zaposlene s polnim delovnim časom. Imeli bodo občutek neenakosti, kar pa vpliva na njihovo osebno motivacijo.
Ocena učinkovitosti je eden izmed najpogostejših virov občutkov nepravičnosti in krivic med delavci. Landy je s sodelavci (Landy, Barnes in Murphy, 1978; Landy, Barnes-Farrel in Cleveland, 1980) identificiral štiri faktorje v zvezi s pravičnostjo zaznav v delovni učinkovitosti:
1. Z dojemanjem pravičnosti je pozitivno povezana pogostost ocenjevanja.
2. Za izboljšanje zaznave pravičnosti je potrebno odpravo pomanjkljivosti načrtovati skupaj z nadrejenim.
3. Če nadrejeni dobro pozna delo delavca, ki ga ocenjuje, delavec zaznava višjo stopnjo pravičnosti.
4. Z zaznavo pravičnosti je povezano tudi znanje nadrejenega o dejanski uspešnosti ocenjevanega delavca.[6]

Gilliand in Langdon (1998) sta predlagala nekaj nasvetov za izboljšanje občutkov pravičnosti pri merjenju učinkovitosti zaposlenih:
- Poskrbeti, da imajo zaposleni možnost sodelovanja v vseh fazah procesa upravljanja z izvedbo dela in ocenjevanja delovne uspešnosti, vključno z razvojem procesa, samoevalvacijo in povratno informacijo.
- Zagotavljati doslednost v vseh korakih in fazah procesa.
- Zagotavljati, da evalvacija temelji na dejavnikih, ki so povezani z delom, in tako le-ta ni pristranska.
- Omogočiti zaposlenim, da oporekajo in razpravljajo o pravilnosti evalvacije in podane ocene.
- Pogovarjati se z zaposlenimi o vseh vidikih procesa.
- Zagotoviti pravočasno in informativno povratno informacijo.
- Obravnavati zaposlene s spoštovanjem.
- Poskrbeti, da zaposleni niso presenečeni nad izidom (pozitivnim ali negativnim).[6]

V Psihologiji dela in organizacije ločimo tri oziroma štiri vrste pravičnosti:
- distributivna pravičnost (pravičnost porazdeljenosti oziroma izidov),
- proceduralna pravičnost (pravičnost odločanja),
- pravičnost interakcij (spoštljivost in občutljivost v komunikaciji) in
- (nekateri avtorji) informacijska pravičnost (ustrezna in dovolj komunikacije).

## Distributivna pravičnost in proceduralna pravičnost
Z vidika organizacije je najpomembnejši nasvet raziskav pravičnosti razlikovanje med distributivno in proceduralno pravičnostjo. Thibaut in Walker (1975, 1978) ter Leventhal, Karuza in Fry (1980) so predlagali, da se raziskovalci osredotočijo na identifikacijo organizacijskih postopkov, ki se odražajo v zaznavi pravičnosti, ustreznem delovnem odnosu in obnašanju.

### Greenbergova taksonomija
Greenberg je predlagal dve neodvisni dimenziji za razlikovanje med teorijami organizacijske pravičnosti: vsebinsko-procesna in vedenjska dimenzija. Prva dimenzija razlikuje med teorijami, ki se osredotočajo na pravičnost izida (distributivna pravičnost) in med tistimi, ki se osredotočajo na uporabljen postopek (proceduralna pravičnost). Druga dimenzija razlikuje med teorijami osredotočenimi na obnavljanje pravičnosti in tistimi, ki so osredotočeni na to, kako ljudje dosežejo pravičnost. V proaktivnih pristopih motivacija za spremembo mišljenja in vedenja ne izvira toliko iz zaznave pomanjkanja pravičnosti, ampak bolj iz privlačnosti ali pomembnosti, ki jo odraža pravičnost. 
Greenbergova taksonomija pojasnjuje temeljne razlike med vse večjim številom organizacijskih modelov pravičnosti. Z vidika motivacije je najbolj neposredna implikacija taksonomije za razumevanje posledic vedenja nepravičnosti, opredelitev komponent organizacijskih postopkov, ki prispevajo k zaznavi pravičnosti. 

#### Komponente postopkov, ki prispevajo k zaznavi pravičnosti
Proceduralna pravičnost se krepi, ko imajo osebe priložnost poskrbeti za vložek v odločitveno-delovnem procesu. Nadzor procesa krepi zaznavanje pravičnosti neodvisno od doseženega izida. Podobno je tudi pri postopkih za dodelitev organizacijskih nagrad, pri katerih je večja verjetnost, da bodo zaznani kot pravični, če pri iskanju predlogov dajo možnost tudi zaposlenim. Greenberg (1986) je ugotovil, da pravičnost ocene delovne uspešnosti določata dva faktorja, in sicer distributivni in proceduralni. Proceduralni faktorji vključujejo doslednost v uporabi standardov ocen pri izvedbi ocenjevanja in obstoj priložnosti, da zaposleni vpliva na osebne vložke v delo, preden prejme oceno. Distributivni faktorji vključujejo zaznavanje obstoja samih ocen delovne uspešnosti in povezanosti teh z dejansko uspešnostjo zaposlenega na delovnem mestu. Faktorja distributivne in proceduralne pravičnosti sta med seboj povezana.

## Pravičnost interakcij
Pravičnost interakcij je razširjena iz proceduralne pravičnosti in se nanaša na človeško plat organizacijskih praks. To pomeni, da se osredotoča na način, kako se vodstvo vede do posameznika. Zanima jo vidik komunikacijskega procesa, kot so vljudnost, poštenost in spoštovanje (Moag, 1986; Tyler in Bies, 1990). Ker interakcijsko pravičnost določa vedenje in odnos vodstva do zaposlenih, so interakcijske pravice povezane s kognitivno, čustveno in vedenjsko reakcijo posameznika do predstavnikov pravičnosti – neposredno nadrejenih (Bies in Moag, 1986). Ko zaposleni zaznava interakcijsko nepravičnost, se njegov odziv usmeri v nadrejenega in ne v celotno organizacijo, kot predvideva model proceduralne pravičnosti, in tudi ne proti specifičnim rezultatom kot predvideva distributivna teorija pravičnosti (Masterson, Lewis-Mcclear, Goldman in Taylor). Zato je po navadi posameznik nezadovoljen z nadrejenim in ne s celotno organizacijo. Podobno lahko predvidevamo tudi, da bo posameznik manj predan nadrejenemu kot organizaciji (Cropanzano in Prehar, 1999; Masterson idr., 2000). 
Ocene Teorije pravičnosti so bile na začetku zelo pozitivne, vendar pa so sedanje raziskave manj optimistične. Za to obstaja veliko razlogov. 
1. Omejena uporabnost - Najverjetneje je najmočnejša kritika teorije pravičnosti ta, da je nemogoče generirati določena predvidevanja o obnašanju posameznikov, saj so le-ti za ponovno vzpostavitev »enakosti« pripravljeni izvajati različna vedenja in sprejemati različne odločitve. Čeprav so znanstveniki predlagali številne dejavnike, ki bi lahko vplivali na vzpostavitev zaznane enakosti, empirično vsi dejavniki do danes še niso bili raziskani. Tako vemo zelo malo o različnih, tudi alternativnih metodah vzpostavljanja enakosti (Mowday, 1991). To pa poleg tega, da omejuje koristi teorije pravičnosti kot razlage delovanja organizacije, slabi tudi zmožnosti testiranja njene veljavnosti in napovedne vrednosti.
2. Teorija pravičnosti ne zmore konkretno napovedati, kako se bo delavec odzval na nepravičnost ter močno omejuje praktično uporabnost te teorije v organizacijskem okolju. Raziskave sicer dokazujejo negativni odgovor posameznika na nepravično dodeljeno prenizko plačilo, vendar po drugi strani nimamo konsistentnih dokazov o reakciji posameznika na previsoko plačilo. Čeprav bi lahko domnevali, da se v obeh primerih pojavi kognitivna disonanca, pa raziskave tovrstnih zaključkov ne omogočajo, saj so nekonsistentne ravno v situacijah preplačila posameznika. Tako je zaključevanje v zvezi s teorijo pravičnosti oteženo. S poudarjanjem neenakosti kot edine sile za spremembo vedenja delavca teorija tudi preveč poenostavi celoten proces motivacije in predstavlja omejen pogled na dejavnike, ki motivirajo vedenje delavcev. Veliko raziskovalcev (npr. Lawler, 1973) je dokazalo celo, da so ugotovitve teorije pravičnosti lahko razložene tudi z drugimi motivacijskimi teorijami, na primer teorijo pričakovanja.
3. Zanemarjanje individualnosti in drugačnosti – kljub Adamsovi izjavi (1963), da so razlike glede odzivov na nepravičnost posameznih ljudi vidne tudi v toleranci za nepravičnost in fleksibilnost, se je vloga teh razlik v raziskavah zanemarjala. Nekatere raziskave so pokazale vpliv razlik moralne zrelosti (Vecchio, 1981) in samospoštovanja (Brockner, 1985), vendar pa to zelo malo prispeva k razumevanju tega, kako lahko razlike med posamezniki vplivajo na procese, ki jih določa teorija pravičnosti.
4. Nejasnost glede procesa ocenjevanja in izbora referenc in referenčnega okvirja ocenjevanja – s teorijo pravičnosti sta povezana tudi naslednja dva glavna problema. Prvi je ta, da teorija pravičnosti ne zna jasno določiti, kako posamezniki izbirajo način za ocenjevanje njihovih delovnih razmer. Drugi problem pa je ta, da teorija pravičnosti implicitno predvideva, da so posamezniki sposobni ocenjevati le na en način. Ta teorija torej ne ponuja nikakršne razlage, ki bi nakazovala na to, da so posamezniki sposobni izbrati več načinov ocenjevanja delovnega konteksta in le-te pri večji količini informacij tudi izkoristiti v prid svojih ocen.

V skladu s temi težavami se zdi, da je vrednost teorije pravičnosti kot pojasnjevalni ali napovedni model delovne motivacije potrebna dodatnih raziskav in potrditev.
Za nadaljnje raziskave se priporočajo terenske raziskave, saj obstaja primarna potreba po nadaljnjem razvoju, merjenju in testiranju notranjih dimenzij zaznane pravičnosti pri zaposlenih. V sklopu tega področja naj bi ocenili povezavo med zaznano pravičnostjo in drugimi kriterijskimi spremenljivkami, kot so npr. število pritožb, odsotnost, prihodek in varnost. Dodatne terenske raziskave so potrebne za ugotavljanje, če obstajajo povezave med zaznavami pravičnosti in demografskimi značilnostmi, dodeljevanjem nagrad in delovno uspešnostjo zaposlenih. 
- Equity theory (v angleščini)
- Motiviranje zaposlenih
- Teorija pričakovanja
- Teorija postavljanja ciljev
- Teorija potrebe po dosežkih
- Delovna učinkovitost
- Zadovoljstvo zaposlenih

1. ↑  Skiba, M. in Rosenberg, S. (2011). The Disutility of Equity Theory in Contemporary Management Practice. Journal of Business & Economic Studies, 17(2).
2. ↑  Adams, J. S. (1963). Toward an understanding of inequity. Journal of Abnormal and Social Psychology, 47, 422-436.
3. ↑  Mahoney, K. (2013). Equity Theory at 50. TIP: The Industrial-Organizational Psychologist. 51(2), str. 158-161
4. ↑  Greenberg, J. (1987). A Taxonomy of Organizational Justice Theories. Academy of ManagemenI Revievr, 12(1), 9-22.
5. ↑  Ball, B. A summary of motivation theories, pridobljeno z: http://www.yourcoach.be/en/employee-motivation-theories/stacey-adams-equity-theory.php
6. 1 2  Landy, F. J. in Conte, J. M. (2010). Work in the 21st Century: An Introduction to Industrial and Organizational Psychology (3rd Ed.). United States of America: Wiley, John Wiley & Sons, Inc.
7. 1 2 3  Kanfer, R. (1990). Motivation Theory and Industrial and Organizational psychology. V M. D. Dunnette in L. M. Hough(Ur.), Handbook of Industrial and Organizational psychology Vol. 1, 2nd ed. (102-109). Palo Alto, CA: Consulting Psychologists Press.
8. ↑  Cohen-Charash, Y. in Spector, P. E. (2001). The role of justice in organizations: A meta-analysis. Organizational behavior and human decision processes, 86(2), 278-321.
9. ↑  Donovan, J. J. (2001). Work Motivation. V N. Anderson (ur.), Handbook of Industrial, Work & Organizational Psychology (str. 54-76). SAGE Publications Ltd.
10. ↑  Carrell, M. R. in Dittrich, J. E. (1978). Equity Theory: The Recent Literature, Methodological Considerations, and New Directions. Academy of Management Review.

- (v angleščini)
- (v angleščini)
- (video in kviz, v angleščini)
- (video, v angleščini)